# 이토미촌 (야마나시현)
이토미촌(飯富村)은 야마나시현 미나미코마군에 있던 촌이다. 현재의 미노부정에 해당한다.

## 역사
- 1889년 7월 1일 - 정촌제 시행에 의해 아토미촌이 단독으로 지자체를 형성하였다.
- 1933년 7월 1일 - 요카이치바촌, 이누마촌과 합병해 무카와촌이 성립하여, 동일 아토미촌은 폐지되었다.

## 교통

### 도로
- 身延道 (현 국도 제52호선)

## 참고문헌
- 角川日本地名大辞典 19 山梨県